# Liste der Naturdenkmale in Wolfsheim
Die Liste der Naturdenkmale in Wolfsheim nennt die im Gemeindegebiet von Wolfsheim ausgewiesenen Naturdenkmale (Stand 29. Februar 2024).

## Ehemalige Naturdenkmale
| Nr. | Bezeichnung | Lage                                     | Beschreibung                             | Bild                                    |
| --- | ----------- | ---------------------------------------- | ---------------------------------------- | --------------------------------------- |
|     | Ortseffe    | Kreuznacher Straße, Ecke Kirchgasse Lage | Ulmus minor; Rechtsverordnung aufgehoben | Direkt Bild zu diesem Denkmal hochladen |